# Brachymeria teuta
Brachymeria teuta is een vliesvleugelig insect uit de familie bronswespen (Chalcididae). De wetenschappelijke naam is voor het eerst geldig gepubliceerd in 1841 door Walker.